# Микер (малина)
Микер (енгл. Meeker) је америчка сорта малине настала укрштањем сорти Виламет и Катберт.

## Историјат
Ова сорта малине води порекло из Сједињених Америчких Држава где је 1967. године развијена од стране Универзитета државе Вашингтон. У Србији је узгајање Микера почело 1994. године и убрзо стекло велику популарност међу пољопривредним произвођачима.

## Распрострањеност
Иако важи за најмање отпорну малину, осетљиву на многе болести и факторе спољашње средине, ова сорта је веома призната и тражена у Европи и широм света. За највећег светског произвођача Микера сматрају се Сједињене Америчке државе а област у којој је Микер најзаступљенија сорта су државе Пацифичког северозапада - Орегон, Британска Колумбија, као и Канада, док је Вашингтон национални лидер у производњи ове малине. Увелико развијено машинско брање на ширем подручју Северне Америке утицало је да Микер чини 60% од укупне продукције малине на овом подручју. У Србији Микер спада у једну од две најдоминантније сорте, а извоз се највише врши у земље Европске уније и САД.

## Карактеристике сорте
Познат је као двогодишња биљка, која расте једне године а плодове даје наредне. Сврстава се у летње сорте, и то изразито продуктивне. Цвета од априла до јуна, док берба почиње крајем јуна и траје током јула месеца. Микер је бујна, самооплодна, слатка, црвена сорта, прикладна за плантажни узгој. Плодови су средње, уједначене величине, чврсти и компактни, лако се одвајају и погодни су за машинско брање и транспорт, а с обзиром да добро подносе механичку бербу, нема губитака у квалитету. Могу се користити у свежем стању, за замрзавање, као и за прављење сока. Микер је сорта осетљива на неке врсте вируса које се преносе поленом и средње отпорна на труљење.

## Садња и узгој
Као и свака друга сорта, и Микер захтева пре свега квалитетну обраду земље, доста светлости и пуно влаге. Ова малина најбоље успева на равничарској, растреситој, попустљивој и слабо киселој земљи, богатој органским материјама. Микеру одговарају поднебља са хладнијим летима, помало кишним и благим зимама. Размак између редова је већи него код других врста због тога што се ова малина изразито разграњава у ширину и због тога јој је потребно обезбедити додатне наслоне.

Сади се у јесен или зиму, ако је блага, а најкасније до марта у пролеће. Потом се одабирају квалитетни изданци и наставља се са обрадом која подразумева подупирање, везивање и орезивање. Потребна јој је и заштита од зиме и мраза, као и од сушења, ломљења и крзања. Током обраде мора се водити рачуна о сузбијању корова, као и о болестима које могу захватити ову сорту (поленски вируси, рђа малине, смеђа пегавост, пламењача итд.). На крају бербе се одтстрањују изданци који су дали плод.

## Берба и принос
Берба микера почиње обично крајем јуна и просечно траје месец дана. Ова сорта се бере у амбалаже које садрже 0,5-1 kg плодова а израђују се од парафинисаног картона, перфориране пластике или од дрвета. Величина је погодна за смештање у гајбе холандезе.

Може обезбедити изразито високе приносе, који износе 13-15 тона по хектару. По једном хектару могуће је имати и 13300 садница. Микер малина је тражена као стално воће, али и као сировина за низ других производа.